# Заруднівка
Заруднівка — колишнє село, входило до складу Глинської сільської ради, Роменський район, Сумська область.
Станом на 1984 рік в селі проживало 80 людей. 26 грудня 2007 року село зняте з обліку.

## Географічне розташування
Село знаходиться на правому березі річки Локня, вище по течії за 2,5 км розташоване село Хоминці, нижче по течії за 2 км — село Чеберяки.